# Woodhill Country Club
De Woodhill Country Club is een countryclub in Pretoria, Zuid-Afrika en werd opgericht in 1999. De club heeft een golfbaan, dat ontworpen werd door de golfbaanarchitect Peter Matkovich en het is een 18 holesbaan met een par van 72.
De lengte van de golfbaan voor de heren is 6397 m en voor de dames 5510 m.
In 2001 ontving de golfclub met het Zuid-Afrikaans PGA Kampioenschap hun eerste grote golftoernooi en dat bleef zo tot in 2005.

## Golftoernooien
- Zuid-Afrikaans PGA Kampioenschap (2001-2005)